# 服务组合
服务组合（Service Portfolio）在《信息技术基础架构库》定义为服务策略和服务设计。服务组合涵盖了一个组织中所有服务所有信息，每一服务都表明其状态和历史。服务组合中主要的描述符（descriptor）是服务设计包（Service Design Package，缩写SDP）。

## 服务组合的三个方面
服务组合包括了以下三个方面：
- 服务流程（Service Pipeline）

服务流程包含了还未启用的服务。这些服务或是已经被提出来，或是正在开发中。
- 服务目录（Service Catalogue）

服务目录包含了所有使用中服务，通过服务设计包（SDP）来提供这些应用中服务的索引。
- 过往服务（Retired Services）

过往服务指的是服务在正式退出服务前需要经历一个终止过程（process of being discontinued）。

## 服务组合的可见性
以上三个方面中，仅服务目录对客户和后援小组（support team）都可见。服务流程和过往服务对用户不可见。。